# Мыза (Вологодская область)
Мыза — деревня в Кадуйском районе Вологодской области.
Входит в состав Никольского сельского поселения (до 2015 года входила в Бойловское сельское поселение), с точки зрения административно-территориального деления — в Бойловский сельсовет.
Расположена на правом берегу реки Шухтовка. Расстояние по автодороге до районного центра Кадуя — 24 км, до центра сельсовета деревни Бойлово — 5 км. Ближайшие населённые пункты — Жуков Починок, Ивачево, Нижний Починок.
По переписи 2002 года население — 6 человек.